# Robert Maat
Robert Maat is een voormalig Nederlands honkballer.
Maat kwam jarenlang uit voor de voormalige hoofdklassevereniging Haarlem Nicols. Hij maakte in 1969, 1971 en 1973 deel uit van het Nederlands honkbalteam tijdens de Europese Kampioenschappen waarbij Nederland de titel won. Maat speelde tevens mee met het Nederlands team tijdens vijf versies van de Haarlemse Honkbalweek. Maat is een broer van de oud-honkballer Boudewijn Maat.